# Women and Children First
A Women and Children First az amerikai Van Halen együttes 1980-as, harmadik stúdióalbuma. Alapvetően az első két album által lefektetett hagyományokat folytatta, nagyban építve David Lee Roth énekhangjára, és Eddie Van Halen virtuóz gitárjátékára.
Ez volt az első Van Halen album, amely immár csak saját maguk által írt dalokat tartalmazott. Szakítva a Van Halen II slágeresebb hangzásával újra visszakanyarodtak a kemény, riffek irányította heavy metal zenéhez. A nyitó dal, a  And the Cradle Will Rock… elektromos gitár hangjához hasonló akkordokkal kezdődik, ám ezt valójában egy Wurlitzer elektromos zongorával állították elő.
A Could This Be Magic? az egyetlen Van Halen-dal, amely női énekhangot tartalmaz, Nicolette Larson énekesnő jóvoltából.
Az album tartalmaz egy rejtett számot is, az utolsó dal, az In a Simple Rhyme után, amely egy rövid instrumentális darab, Growth címen. Elméletileg a következő albumot harangozta volna be, de azon nem szerepelt. Ennek ellenére koncerteken állandóan műsoron volt.
Egyetlen kislemez jelent meg róla, az And the Cradle Will Rock…. Bár ez nem futott be az előzőekhez képest, maga az album mégis elért mérsékelt sikereket, a 6. helyet érte el az amerikai albumlistán, és 3x Platina minősítést kapott.
A lemezt 2017-ben a Rolling Stone magazin a Minden idők 100 legjobb metalalbuma listáján a 36. helyre rangsorolta.

## Az album dalai
Minden dalt Michael Anthony, David Lee Roth, Edward Van Halen és Alex Van Halen írt.
1. And the Cradle Will Rock… – 3:33
2. Everybody Wants Some!! – 5:08
3. Fools – 5:57
4. Romeo Delight – 4:21
5. Tora! Tora! – :56
6. Loss of Control – 2:38
7. Take Your Whiskey Home – 3:10
8. Could This Be Magic? – 3:11
9. In a Simple Rhyme – 4:39

## Közreműködők
- David Lee Roth – ének
- Eddie Van Halen – elektromos gitár
- Michael Anthony – basszusgitár
- Alex Van Halen – dobok

## Kislemezek
| Év   | Kislemez                  | Pozíció  |
| ---- | ------------------------- | -------- |
| 1980 | And the Cradle Will Rock… | #55 (US) |

## Eladási minősítések
| Szervezet | Minősítés  | Dátum              |
| --------- | ---------- | ------------------ |
| RIAA – US | arany      | 1980. május 29.    |
| RIAA – US | Platina    | 1984. október 22.  |
| RIAA – US | 3x Platina | 1994. augusztus 4. |